# Professor associado

Professor Associado é uma categoria que integra a carreira de professor universitário em vários países, antecedendo a categoria de topo.

## Professor Associado em Portugal
Professor Associado é uma categoria na carreira de professor universitário nas universidades portuguesas, com vínculo permanente à instituição e o estatuto de tenure.
Em Portugal, as categorias de docência universitária são, por ordem hierárquica:
- Professor Catedrático
- Professor Associado
- Professor Auxiliar
- Assistente (em desuso)
- Assistente estagiário (em desuso)

A posição de Professor Associado é a penúltima categoria de docência universitária, seguindo-se a de Professor Catedrático.
O recrutamento para Professor Associado é realizado exclusivamente por concurso público internacional, documental, aberto para determinada área científica, especificada no aviso de abertura do Edital, publicado em Diário da República. Os concursos são avaliados por um júri interno e externo à instituição, composto por académicos nacionais e/ou internacionais com experiência na respetiva área de abertura do concurso. Os candidatos à posição de Associado fazem prova documental/curricular que atesta a sua elevada experiência académica, profissional, científica e pedagógica.
Os Professores Associados devem ter obrigatoriamente o grau de Doutor há cinco anos. Por norma, devido às exigências académico-científicas associadas, apenas acedem a esta categoria académicos já integrados na carreira de docência universitária.
A estes docentes são exigidas as usuais tarefas académicas, de docência, investigação científica e orientação de dissertações de mestrado e de doutoramento. Nas universidades, os Professores Associados e os Professores Catedráticos assumem também, com frequência, a coordenação de departamentos, centros de investigação e integram órgãos de decisão. O vencimento está tabelado a nível nacional.
Os Professores Associados são efetivos na sua universidade, por tempo indeterminado, podendo optar por ter ou não exclusividade. Os Professores Associados acedem também ao estatuto de tenure, que se traduz no reforço da garantia da manutenção do posto de trabalho, na mesma categoria e carreira ainda que em instituição diferente, nomeadamente no caso de reorganização da instituição de ensino superior a que pertencem que determine a cessação das respetivas necessidades. A segurança do estatuto tenure serve, também, para garantir a liberdade de pensamento e de investigação, permitindo a estes académicos desenvolver o seu trabalho de forma livre e independente. 
O Professor Associado é a penúltima categoria da carreira, entre as categorias de Professor Auxiliar e Professor Catedrático. A subida para a categoria de Professor Catedrático não é automática, apenas sendo possível no âmbito de concursos públicos internacionais. Para aceder à categoria de Professor Catedrático o candidato deverá ter, obrigatoriamente, o título de agregação.

## Professor associado nas universidades federais brasileiras
O cargo de Professor Associado nas universidades federais brasileiras corresponde à Classe D do Plano de Carreiras e Cargos de Magistério Federal aprovado na Lei nº 12.772 de 28 de dezembro de 2012. 
Para ter acesso ao cargo de Professor Associado, o docente deverá ter percorrido os quatro níveis do cargo de Professor Adjunto, conforme o plano de carreira
- Professor Titular - corresponde à Classe E
- Professor Associado - corresponde à Classe D
- Professor Adjunto - corresponde à Classe C
- Professor Assistente - corresponde à Classe B

Na Classe A encontram-se os docentes Adjunto A caso possua título de doutor, Assistente A caso possua título de Mestre) ou Professor Auxiliar caso tenha apenas o título de graduação ou especialização.

## Nível internacional
A categoria de Professor Associado em Portugal e no Brasil apresenta algumas semelhanças, desde logo, porque em ambos os casos antecede a categoria de topo na carreira. Contudo, as formas de contratação e de hierarquia são distintas.

No sistema norte-americano a categoria de Professor Associado corresponderá a Associate Professor, seguindo-se o Full Professor (Professor Catedrático, em Portugal, Professor Titular, no Brasil).